# Žampach
Žampach (en allemand : Sandbach) est une commune du district d'Ústí nad Orlicí, dans la région de Pardubice, en République tchèque. Sa population s'élevait à 293 habitants en 2024.

## Géographie
Žampach se trouve à 8 km au nord-nord-est d'Ústí nad Orlicí, à 47 km à l'est de Pardubice et à 143 km à l'est de Prague.
La commune est limitée par Hejnice au nord, par Písečná au nord et à l'est, par Hnátnice au sud, et par Libchavy et České Libchavy à l'ouest.

## Histoire
La première mention écrite de la localité date de 1309.

## Administration
La commune se compose de deux sections :
- Žampach
- Hlavná

## Galerie

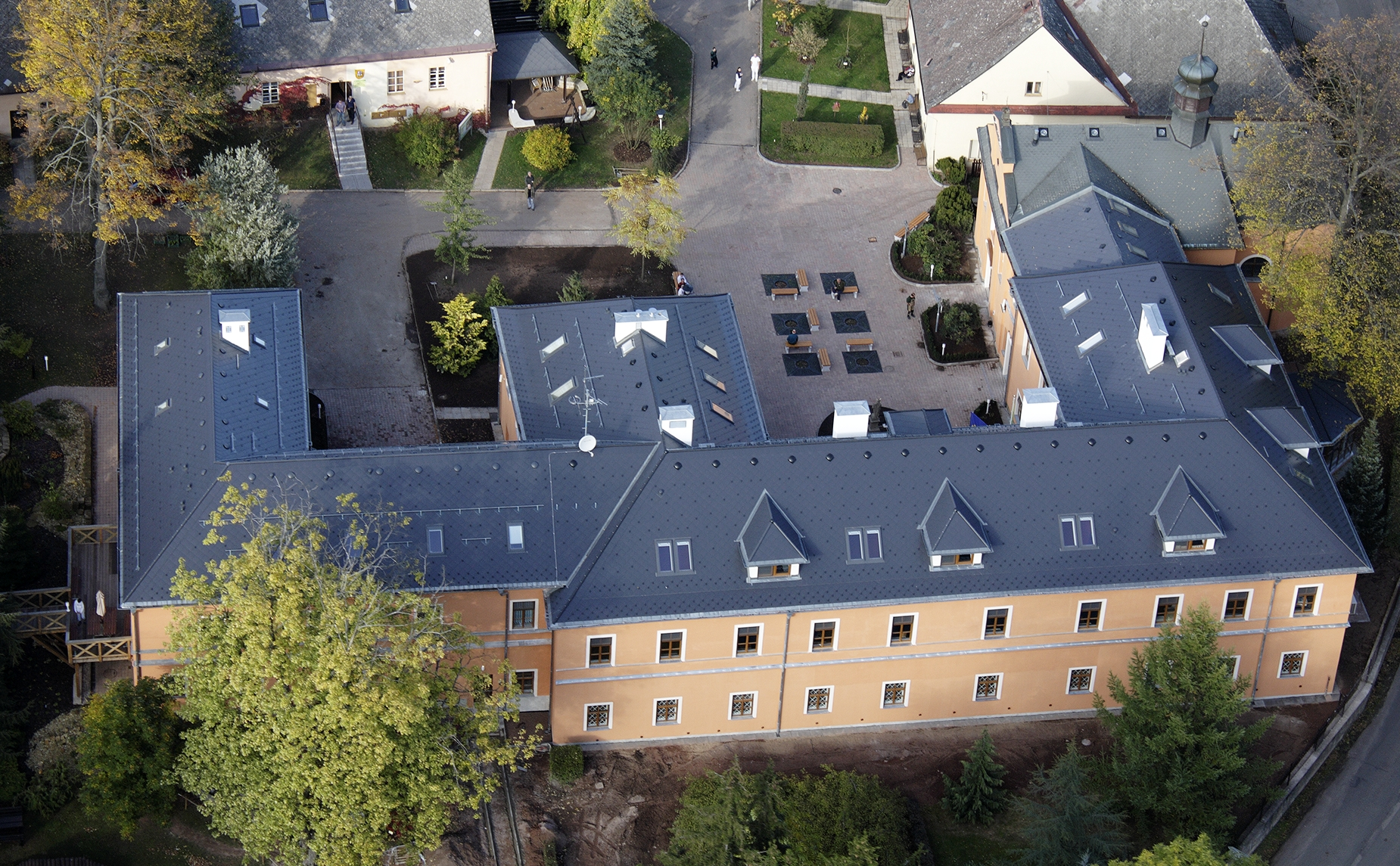
Château de Žampach.
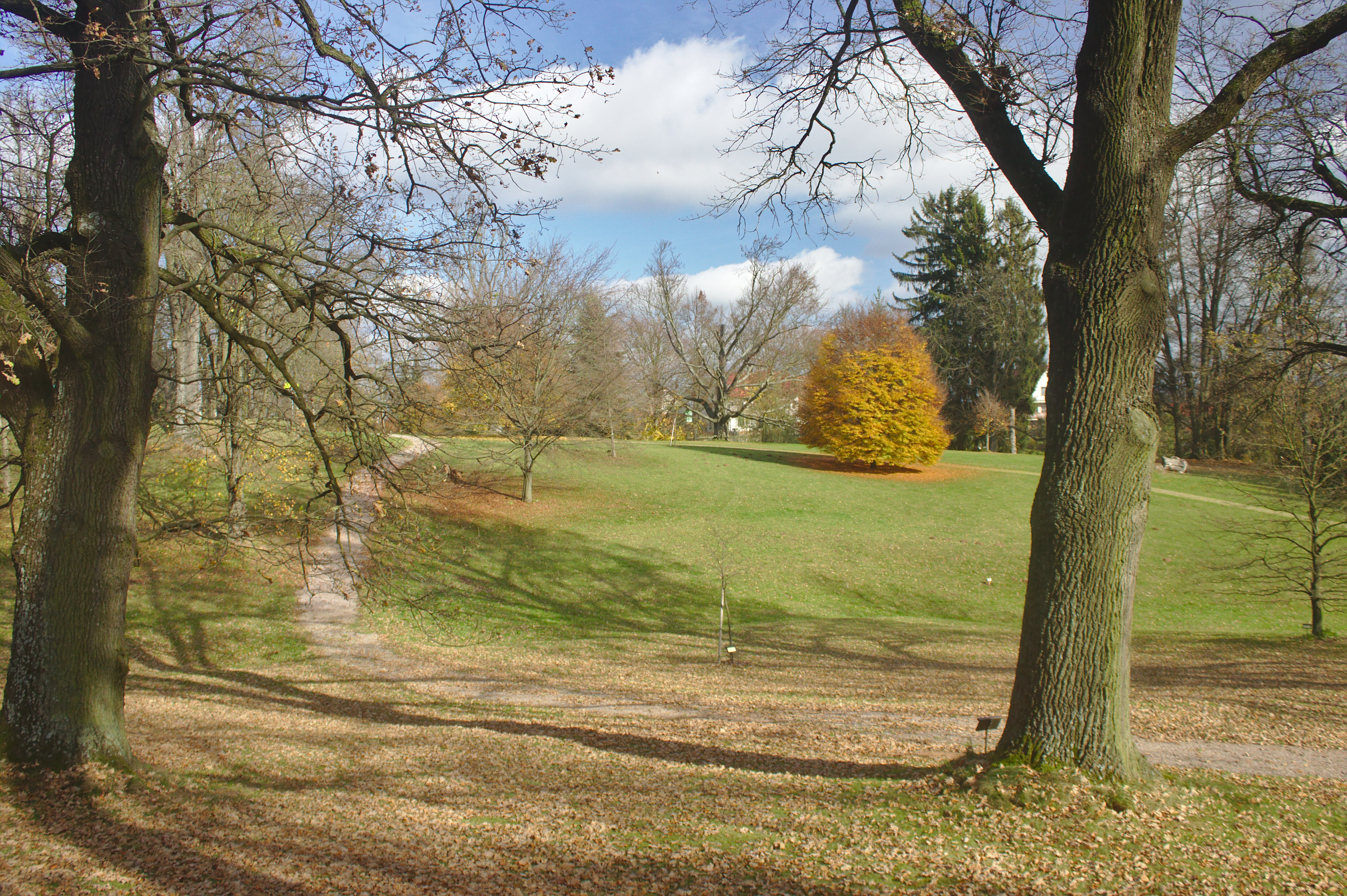
Parc du château de Žampach.

## Transports
Par la route, Žampach trouve à 6 km de Letohrad, à 12 km d'Ústí nad Orlicí, à 61 km de Pardubice et à 169 km de Prague.